# The Lost Boy
The Lost Boy è il primo album in studio del rapper statunitense YBN Cordae, pubblicato il 26 luglio 2019 dalla Atlantic Records e dalla Art@War.
Contiene le collaborazioni con Chance the Rapper, Anderson Paak, Ty Dolla Sign, Pusha T, Arin Ray e Meek Mill. L'album ha ricevuto ampi consensi da parte della critica musicale ed è stato nominato come miglior album rap ai Grammy Awards 2020, mentre Bad Idea, singolo estratto dall'album, è stato nominato come miglior canzone rap.

## Promozione
Il singolo principale dell'album, Have Mercy, è stato pubblicato l'8 marzo 2019. Il 16 aprile 2019 sono stati pubblicati due video musicali per Have Mercy, il primo diretto da Cole Bennett e il secondo da Aplus. Il singolo è stato prodotto da Flippa, Kid Culture e Nils. 
Il secondo singolo estratto dall'album, Bad Idea, è stato pubblicato il 17 giugno 2019, accompagnato da un video musicale con la partecipazione del rapper statunitense Chance the Rapper. Il singolo è stato prodotto da Bongo ByTheWay e co-prodotto da Kid Culture. 
Il terzo singolo dell'album, RNP, è stato pubblicato il 23 luglio 2019 e vede la partecipazione del cantante Anderson Paak. Il singolo è stato prodotto da J. Cole. Il video musicale è uscito il 14 ottobre.
Il video musicale di Broke As Fuck, brano contenuto nell'album, è stato pubblicato il 15 agosto 2019.

## Accoglienza
| Recensione | Giudizio |
| ---------- | -------- |
| Metacritic | 81/100   |
| AllMusic   | [ 11 ]   |
| Pitchfork  | [ 12 ]   |
| Clash      | [ 13 ]   |

The Lost Boy ha ricevuto ampi consensi dalla critica. Fred Thomas di AllMusic ha scritto: "Le abilità del rapper non sono in discussione in The Lost Boy, ma l'album a volte supera le sue ambizioni, puntando a troppi stili diversi per poterli colpire tutti con eccellenza. Quando Cordae raggiunge un perfetto equilibrio tra una produzione dolce e potenza lirica su brani eccezionali come We Gon Make It, dimostra di aver svolto un lavoro ancora più completo per essere un talento agli inizi." Nicolas Tyrell di Clash ha invece affermato: "Audace e pieno di spavalderia, ma allo stesso tempo stratificato ed emotivo, YBN Cordae è in grado di trasmettere i suoi desideri, le sue speranze e paure in un formato ambizioso e ben congegnato. Un debutto forte da parte di un artista che sa di essere capace di un successo a lungo termine."
Will Schube di Pitchfork ha recensito l'album con seguenti perole: "Nonostante l'importante lista degli artisti ospiti, The Lost Boy resta lo show di Cordae. [...] Sicuramente è un debutto di successo."

## Tracce
1. Wintertime – 3:01 (testo: Cordae Dunston, Carl McCormick, Illuid Haller, Daniel Hackett, Terrace Martin, Jon Lucien – musica: Cardiak, Kid Culture, Martin, illuid.haller)
2. Have Mercy – 3:22 (testo: Dunston, Hackett, Ronald Colson, Nils Noehden – musica: Flippa, Kid Culture, Nils)
3. Sweet Lawd (Skit) – 1:09 (testo: Dunston, Haller, Hackett – musica: illuid.haller, Kid Culture)
4. Bad Idea (feat. Chance the Rapper) – 3:55 (testo: Dunston, Chancelor Bennett, Uforo Ebong, Hackett, Roberta Flack, Charles Mann, Donny Hathaway – musica: Bongo ByTheWay, Kid Culture)
5. Thanksgiving – 3:18 (testo: Dunston, Hackett, Cooper McGill, Karim Hutton – musica: CoopTheTruth, Kid Culture)
6. RNP (feat. Anderson Paak) – 2:56 (testo: Dunston, Brandon Anderson, Jermaine Cole – musica: J. Cole)
7. Broke as Fuck – 3:16 (testo: Dunston, Hackett, David Biral, Denzel Baptiste, Russ Chell, Darian Garcia, McGill, Justin Zim, Jariuce Banks – musica: Take a Daytrip, Russ Chell, CoopTheTruth, Kid Culture, Smoko Ono)
8. Thousand Words – 3:20 (testo: Dunston, McCormick, Maneesh Bidaye, Martin – musica: Cardiak, Martin)
9. Way Back Home (feat. Ty Dolla Sign) – 3:19 (testo: Dunston, Tyrone Griffin, Jr., Hackett, Robert Mandell – musica: G Koop, Kid Culture, Mike Robbins)
10. Grandma's House (Skit) – 1:23 (testo: Dunston, Janet Dunston – musica: Grandma, YBN Cordae, illuid.haller)
11. Been Around – 3:24 (testo: Dunston, Haller, Hackett – musica: Kid Culture, illuid.haller)
12. Nightmares Are Real (feat. Pusha T) – 2:47 (testo: Dunston, Terrence Thornton, Slim Allen, Stephen Basil, Haller, Hackett – musica: Bazexx, Kid Culture, Slim, illuid.haller)
13. Family Matters (feat. Arin Ray) – 3:31 (testo: Dunston, Arin Ray, Ebong, Thomas Brenneck, Homer Steinweiss, David Guy, Leon Michels, Ramon Velez – musica: Bongo ByTheWay)
14. We Gon Make It (feat. Meek Mill) – 3:57 (testo: Dunston, Robert Williams, Ebong, Hackett, Kenneth Gamble, Leon Huff – musica: Bongo ByTheWay, Kid Culture)
15. Lost & Found – 2:41 (testo: Dunston, Rasool Diaz, Bidaye – musica: Maneesh, Rasool)

## Formazione
Musicisti
- Cordae – voce
- Isaac Wriston – basso (tracce 1, 8)
- Johnathan Smith – piano (tracce 1, 8)
- Chance the Rapper – voce aggiuntiva (traccia 4)
- Aliandro Prawl – tastiera (traccia 4)
- Amanda Bailey – corde (traccia 4)
- Tarron Crayton – basso (tracce 4, 13, 14)
- Kid Culture – programming (traccia 4)
- Karim "Kace" Hutton – basso (traccia 5)
- Anderson Paak – voce aggiuntiva (traccia 6)
- Justin Zim – basso (traccia 7)
- Ty Dolla Sign – voce aggiuntiva (traccia 9)
- Freaky Rob – chitarra (traccia 9)
- illuid.haller – pianoforte (traccia 10)
- Pusha T – voce aggiuntiva (traccia 12)
- G Koop – chitarra (traccia 12)
- Arin Ray – voce aggiuntiva (traccia 13)
- Raymond Komba – pianoforte (tracce 13, 14)
- Meek Mill – voce aggiuntiva (traccia 14)

Produzione
- Brendan "Bren" Ferry – registrazione (tracce 1-8, 10-15)
- Pedro Calloni – registrazione (traccia 2)
- Juro "Mez" Davis – registrazione (traccia 6)
- Take a Daytrip – registrazione (traccia 7)
- Cyrus "NOIS" Taghipour – missaggio (tracce 1, 2, 5, 7, 9, 12-15)
- Derek "MixedByAli" Ali – missaggio (tutte le tracce)
- Aria "Angel" Ali – missaggio (tracce 2, 4, 6)
- Dave Kutch – mastering (tutte le tracce)
- Zachary Acosta – assistenza ingegneria (tutte le tracce), mixing (tracce 2, 3)
- Curtis "Sircut" Bye – assistenza ingegneria (traccia 2)

## Successo commerciale
The Lost Boy ha debuttato alla posizione numero 13 della Billboard 200 la settimana del 10 agosto 2019. L'album ha anche debuttato nella classifica R&B/Hip-Hop al diciottesimo posto.

## Classifiche
| Classifica (2019)         | Posizione massima |
| ------------------------- | ----------------- |
| Australia                 | 27                |
| Belgio (Fiandre)          | 105               |
| Canada                    | 12                |
| Irlanda                   | 49                |
| Nuova Zelanda             | 21                |
| Paesi Bassi               | 25                |
| Regno Unito               | 85                |
| Svizzera                  | 77                |
| Stati Uniti               | 13                |
| Stati Uniti (R&B/Hip-Hop) | 8                 |